# 霸剑霄云录
《霸剑霄云录》是寰典资讯开发和发行的武侠类半即时回合制RPG，是《天地劫》系列的精神续作，于2023年4月27日在Steam和Wegame发售。

## 介绍
本作游戏是一款奇幻武侠风格的3D角色扮演游戏，玩家在游戏中扮演在绝谷中长大的少年申子隽，在一场旅程中寻找真实的自己与被遗忘已久的惊天秘密。游戏的剧情脚本由《天地劫 幽城幻剑录》主策划叶明璋编写，有约四十万字的文字对白，战斗采用策略性的半实时战斗模式，以3D视角呈现的战斗与运镜演出。

## 发行
2019年11月15日，游戏公开宣传视频。2022年9月，游戏获得了中国国家新闻出版署的国产网络游戏审批版号。2023年1月11日，游戏宣布登录Steam和Wegame平台。2月17日，游戏在Steam上架免费试玩Demo。4月15日，游戏官方宣布游戏将于4月27日上午10点在Steam和WeGame平台发售。4月27日，游戏在Steam和WeGame平台正式发售。6月15日，游戏在蒸汽平台发售。8月3日，游戏制作人侯松得宣布寰典资讯进入休业状态。